# The Sims 3
The Sims 3 är uppföljaren till datorspelet The Sims 2 inom spelserien The Sims, världens mest sålda datorspelserie. I Sverige släpptes spelet den 4 juni 2009. Spelet finns till Microsoft Windows, Mac, Iphone, Ipod Touch och ett antal konsoler. I samband med releasen kom ett The Sims 3 Collector’s Edition som bestod av grundspelet The Sims 3, ett antal samlarföremål och ett bonusspel. Både PC- och Mac-versionen levererades på samma skiva, för första gången i spelseriens historia.
I spelet ska man, liksom i föregångarna, leda en datoriserad människoliknande "sim" genom dess liv, som till exempel jobb, vänskap, kärlek och fiendskap. Bland de största förändringarna gentemot föregångarna är att simmarna nu kan röra sig fritt i kvarteret, att de kan ta hand om sig själva och sina egna grundläggande behov samt mer avancerade verktyg för att skapa en sim och inreda och bygga hus. Förutom en uppgradering av grafiken, bättre artificiell intelligens och nya föremål. Med The Sims 3 tillkommer staden Sunset Valley, som ska föreställa en historiskt föregående version av Sims 2:s stad Skönköping. Detta innebär att Sims 3 ligger före i tiden än Sims 2, vilket även bevisas i familjen Spökhs åldrar. Sims 3 utspelar sig följaktligen även innan det första Sims-spelet. Registrerar man spelet får man tillgång till staden Riverview. Redan efter en vecka på marknaden hade spelet sålt 1,4 miljoner kopior, vilket gör The Sims 3 till den största datorspellanseringen i EA:s historia, samt ett av de snabbast säljande datorspelen någonsin.

## Tillägg

### Expansioner
Det släpptes elva expansioner till The Sims 3. Det kommer inte tillkomma några flera expansioner till The Sims 3 eftersom uppföljaren The Sims 4 släpptes hösten 2014.
- The Sims 3: Destination Världen (en: The Sims 3: World Adventures) släpptes den 20 november 2009.
- The Sims 3: Drömjobb (en: The Sims 3: Ambitions) släpptes den 3 juni 2010.
- The Sims 3: Kvällsnöjen (en: The Sims 3: Late Night) släpptes den 28 november 2010.
- The Sims 3: Leva livet (en: The Sims 3: Generations) släpptes den 2 juni 2011.
- The Sims 3: Husdjur (en: The Sims 3: Pets) släpptes den 20 oktober 2011.
- The Sims 3: I Rampljuset (en: The Sims 3: Showtime) släpptes den 8 mars 2012.
- The Sims 3: Övernaturligt (en: The Sims 3: Supernatural) släpptes 6 september 2012.
- The Sims 3: Årstider (en: The Sims 3: Seasons) släpptes 15 november 2012.
- The Sims 3: Universitetsliv (en: The Sims 3: University Life) släpptes 7 mars 2013.
- The Sims 3: Semesterparadis (en: The Sims 3: Island Paradise) släpptes 27 juni 2013.
- The Sims 3: In i framtiden (en: The Sims 3: Into The Future) släpptes den 24 oktober 2013.

### Prylpaket
I och med The Sims 2 inledde Electronic Arts en ny typ av tillägg, prylpaket. Dessa räknas inte som expansioner och har normalt inte några större förändringar och tillägg som en expansion har. De kan lägga till bland annat nya möbler och kläder till simmarna. Nu har det nionde, och därmed det sista prylpaketet släppts till The Sims 3.
- The Sims 3: Lyx & Design (en: The Sims 3: High-End Loft Stuff) släpptes 5 februari 2010.
- The Sims 3: Gasen i botten (en: The Sims 3: Fast Lane Stuff) släpptes 7 september 2010.
- The Sims 3: Utomhuslyx (en:The Sims 3: Outdoor Living Stuff) släpptes 4 februari 2011.
- The Sims 3: Stadsliv (en:The Sims 3: Town Life Stuff) släpptes 29 juli 2011.
- The Sims 3: Sovrum & Badrum (en:The Sims 3: Master Suite Stuff) släpptes 27 januari 2012.
- The Sims 3: Katy Perry Sötsaker (en:The Sims 3: Katy Perry Sweet Treats) släpptes 6 juni 2012.
- The Sims 3: Diesel (en:The Sims 3: Diesel Stuff) släpptes 12 juli 2012.
- The Sims 3: 70-tal, 80-tal & 90-tal (en: The Sims 3: 70s, 80s & 90s Stuff) släpptes 24 januari 2013.
- The Sims 3: Film (en: The Sims 3: Movie stuff) släpptes den 12 september 2013.

## Mottagande
Electronic Arts rapporterade att The Sims 3 såldes i 1,4 miljoner exemplar under dess första vecka på marknaden, vilket gör det till den mest framgångsrika lanseringen av ett PC-spel någonsin enligt företaget. I företagets kvartalsredovisning av det första kvartalet 2009 rapporterade Electronic Arts att The Sims 3 hittills har sålts i 3,7 miljoner exemplar.
Med ett snittbetyg på 86,92 procent för PC-versionen möttes The Sims 3 av överlag positiva recensioner. Den svenska speltidningen Gamereactor gav det nio av tio och sade att "EA lyckas, ännu en gång, att förvandla vardagens små lustigheter till fantastiska äventyr." Gamezine sade att det "På alla sätt och vis [är] en klar förbättring över föregångaren" och gav det nio av tio.